# Hrabstwo Nottoway

Piramida wieku hrabstwa

Hrabstwo Nottoway – hrabstwo w USA, w stanie Wirginia, według spisu z 2000 roku liczba ludności wynosiła 15725. Siedzibą hrabstwa jest Nottoway Court House.

## Geografia
Według spisu hrabstwo zajmuje powierzchnię 818 km², z czego 815 km² stanowią lądy, a 3 km² – wody.

### Miasta
- Blackstone
- Burkeville
- Crewe

### CDP
- Nottoway Court House